# Ox Mountains Bogs SAC
Ox Mountains Bogs SAC este o arie protejată (arie specială de conservare — SAC, sit de importanță comunitară — SCI) din Irlanda întinsă pe o suprafață de 10.740,84 ha, integral pe uscat.

## Localizare
Centrul sitului Ox Mountains Bogs SAC este situat la coordonatele 54°09′02″N 8°50′29″W / 54.150469°N 8.841379°V.

## Înființare
Situl Ox Mountains Bogs SAC a fost declarat sit de importanță comunitară în noiembrie 1997 pentru a proteja 1 specie de plante și 3 specii de animale. Situl a fost protejat și ca arie specială de conservare în octombrie 2021.

## Biodiversitate
Situată în ecoregiunea atlantică, aria protejată conține 7 habitate naturale: Ape oligotrofe din câmpii nisipoase, cu un conținut foarte redus de minerale (Littorelletalia uniflorae), Lacuri și iazuri distrofice naturale, Pajiști umede nord-atlantice cu Erica tetralix, Pajiști uscate europene, Turbării de acoperire (* exclusiv pentru turbării active), Mlaștini turboase de tranziție și turbării mișcătoare, Depresiuni pe substraturi de turbă de Rhynchosporion.
La baza desemnării sitului se află mai multe specii protejate:
- plante (1): ochii-șoricelului (Saxifraga hirculus)
- păsări (2): Anser albifrons flavirostris, ploier auriu (Pluvialis apricaria)
- nevertebrate (1): Vertigo geyeri